# Xenotrichula tentaculata
Xenotrichula tentaculata is een buikharige uit de familie Xenotrichulidae. Het dier komt uit het geslacht Xenotrichula. Xenotrichula tentaculata werd in 1968 voor het eerst wetenschappelijk beschreven door Rao & Ganapati. 